# Давыдов, Михаил Фёдорович
Михаил Фёдорович Давыдов — советский хозяйственный, государственный и политический деятель.

## Биография
Родился в 1922 году. Член КПСС.
До 1957 — секретарь, первый секретарь Ленинского райкома ВЛКСМ города Москвы, секретарь, первый секретарь Московского горкома ВЛКСМ.
В 1957—1959 — секретарь Ленинского районного комитета КПСС города Москвы.
В 1961—1963 — начальник Управления учёта и распределения жилплощади исполнительного комитета Московского городского Совета депутатов трудящихся.
В 1963—1965 — заведующий отделом партийных органов Московского городского комитета КПСС.
В 1965—1970 — первый секретарь Октябрьского районного комитета КПСС города Москвы.
В 1971—1980 — заместитель председателя правления Агентства печати «Новости».
Депутат Верховного Совета РСФСР 7-го созыва. Делегат XX и XXIII съездаов КПСС.
Жил в Москве.

## Награды
- Орден Ленина (01.02.1957)
- Орден Трудового Красного Знамени (28.07.1966)
- Орден Знак Почёта (28.10.1948)